# Oloví
Oloví (Duits: Bleistadt) is een kleine Tsjechische stad in de regio Karlsbad, en maakt deel uit van het district Sokolov. Oloví telt 1620 inwoners (2023). Oloví was tot 1945 een plaats met een overwegend Duitstalige bevolking. Na de Tweede Wereldoorlog werd de Duitstalige bevolking verdreven.

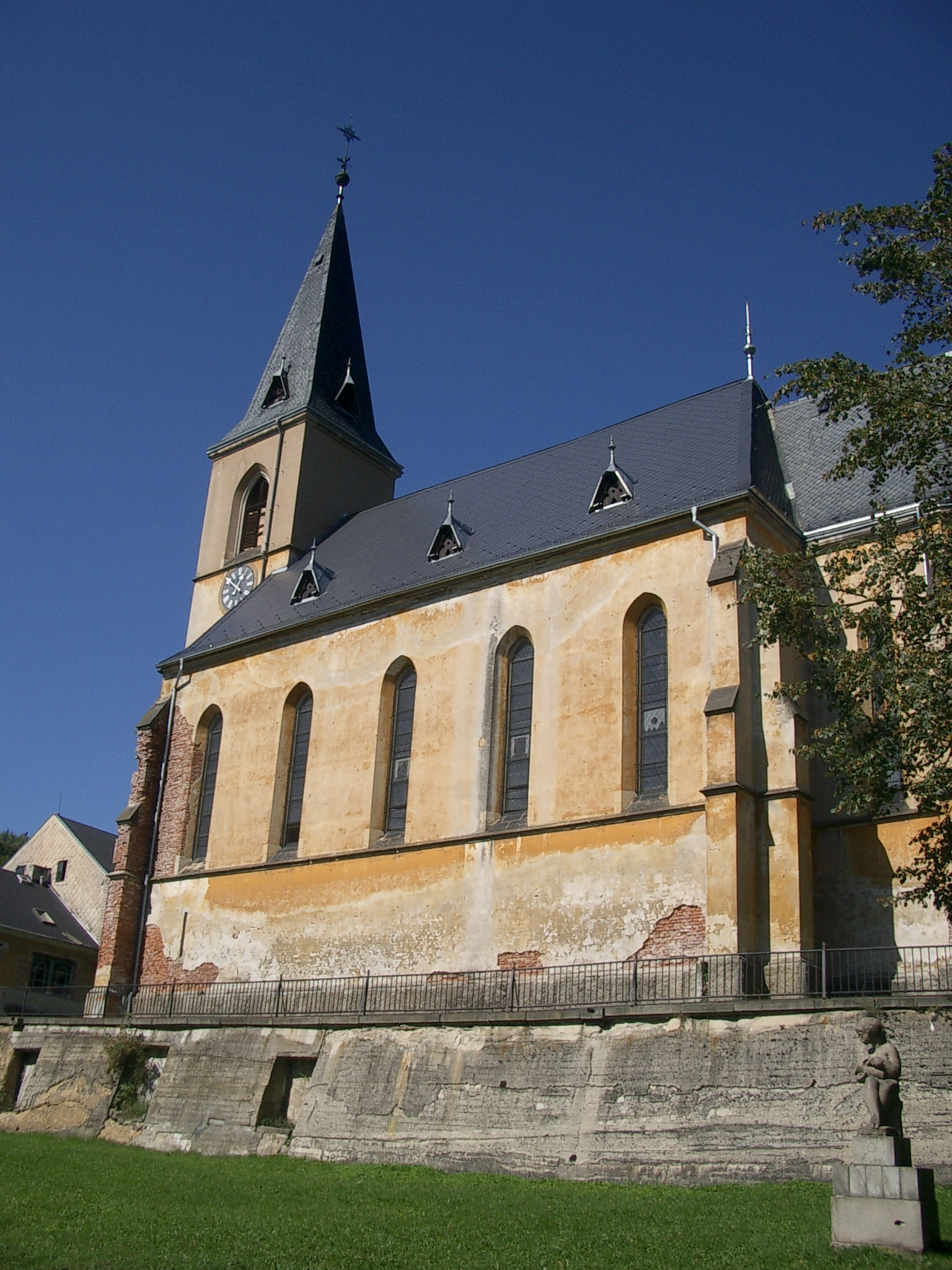
Kerk

## Geschiedenis
- voor 1519 – Oloví wordt gesticht door Stefan Schlick.
- 2007 – De gemeente Oloví krijgt (opnieuw) de status stad.[1]

Březová · Bublava · Bukovany · Chlum Svaté Maří · Chodov · Citice · Dasnice · Dolní Nivy · Dolní Rychnov · Habartov · Horní Slavkov · Jindřichovice · Josefov · Kaceřov · Krajková · Královské Poříčí · Kraslice · Krásno · Kynšperk nad Ohří · Libavské Údolí · Loket · Lomnice · Nová Ves · Nové Sedlo · Oloví · Přebuz · Rotava · Rovná · Staré Sedlo · Stříbrná · Svatava · Šabina · Šindelová · Sokolov · Tatrovice · Těšovice · Vintířov · Vřesová